# Gekko gigante
Espèce
Statut de conservation UICN

 VU D2 : Vulnérable
Gekko gigante est une espèce de geckos de la famille des Gekkonidae.

## Répartition
Cette espèce est endémique des Philippines. Elle ne se rencontre que sur les îles South Gigante Island et North Gigante Island au Nord-Est de Panay.

## Description
C'est un reptile nocturne et arboricole.

## Étymologie
Le nom de cette espèce, gigante, vient du nom des deux îles où elle se rencontre, South Gigante Island et North Gigante Island.

## Publication originale
- Brown & Alcala, 1978 : Philippine lizards of the family Gekkonidae. Silliman University, Dumaguete City, Philippines, p. 1-146.